# イギリス領ソロモン諸島

ソロモン諸島保護領
Solomon Islands Protectorate (英語)

国歌: God Save the Queen（英語）
女王陛下万歳

ソロモン諸島保護領の位置

イギリス領ソロモン諸島（イギリスりょうソロモンしょとう、英語: British Solomon Islands）は、イギリスの保護領である。

## 解説
1850年代より、キリスト教をはじめとする宗教の宣教師がこの地を訪れるようになり、多くの改宗者を獲得していった。
1886年、ドイツ帝国とイギリスの間で、西太平洋に於ける勢力圏について合意し、ドイツはソロモン諸島南部の領有権を放棄した。その後、1893年には正式に保護領と宣言された。1974年に新たに憲法が制定され、1978年に保護領は廃止された。